# Щепочкин, Павел Григорьевич
Павел Григорьевич Щепочкин (1759—1834) — русский предприниматель, изобретатель и благотворитель.

## Биография
Один из пяти сыновей Григория Ивановича Щепочкина (1707—1781) и Натальи (Матрёны?) Прокофьевны (урождённая Демидова, дочь Прокофия Акинфиевича Демидова) родился, согласно исповедным ведомостям Спасопреображенской церкви в селе Згомони (Полотняный Завод), в 1759 году. Григорий Иванович имел в Калужской губернии полотняные парусные фабрики. Его сын поручик Павел Григорьевич унаследовал фабрику в селе Апоково Юхновского уезда и числился мануфактур-корреспондентом в городе Юхнов. Также он был владельцем парусно-полотняной фабрики в Полотняном Заводе.
Во время Отечественной войны 1812 года пожертвовал значительные капиталы на защиту Отечества, передав предводителю Юхновского дворянства С. Я. Храповицкому огромную, по тем временам, сумму денег — 20 тысяч рублей — для организации обороны Юхновского уезда.
В 1820 году в селе Кондрово на месте старой церкви, неподалёку от основанной им в 1800 году бумажной фабрики на берегу реки Шаня, П. Г. Щепочкин построил в память погибших воинов Медынского уезда в Отечественной войне 1812 года храм во имя Спаса Нерукотворного образа.
В 1815 году им была напечатана книга «Новый, простой и дешёвый способ беленья пеньки и пеньковой пряжи» (СПб.: в тип. В. Плавильщикова), в которой был описан новый способ беления пеньки и пеньковой пряжи, используемых в том числе для изготовления парусных полотен, а также приведено устройство изобретённой Щепочкиным, для реализации этого способа, специальной машины. За это изобретение в 1811 году Щепочкин был награждён орденом Св. Владимира 4-й степени.
Умер 16 (28) октября 1834 года. В «Московских ведомостях» было размещено объявление:

С душевным прискорбием извещаю о кончине родителя моего Г-на Поручика и Кавалера Павла Григорьевича Щепочкина, последовавшей 16-го Октября сего года; после же его остались единственными наследницами я, дочь его, с сёстрами: Полковницею Александрою Павловною Шамшевою, покойной Генерал-Майорши Ольги Павловны Карпенковой малолетными её детьми, Генерал-Майоршею Еленою Павловною Мещериновою, покойной Полковницы Елисаветы Павловны Краснопольской малолетными её детьми, Подполковницею Катериною Павловною Трегубовою, Генерал-Майоршею Анною Павловною Киселевскою и Генерал-Лейтенантшею Марьею Павловною Бистром; до вступления нашего в наследство, оставшегося после покойного имения, желаем иметь достоверное сведение о долгах его, а равно кто и ему состоит должен, и покорнейше прошу Г-д кредиторов и должников его, дабы благоволили уведомить меня о сем, по жительству моему в Москве, Сретенской Ч[асти], 1-го кварт[ала], в доме покойного родителя моего.
Вдова, Полковница Наталья Павловна дочь Чебышева, урождённая Щепочкина.
П. Г. Щепочкин был женат на Александре Гавриловне Проливановой, за которой в адресных книгах Москвы в Спасопесковском переулке числилась усадьба (дом 8, сохранился главный дом), и рядом расположенный дом (известный как дом Щепочкиной, дом 6с1, воссоздан после утраты).
С посвящением П. Г. Щепочкину были напечатаны две книги: перевод с французского Сергея Бакаревича поэмы «Расточительный или своевольный сын» (М., 1822) и изданное в восьми частях С. Н. Глинкой «Театр света, или Изображение достопамятнейших происшествий древних и новых времен, нравов и словесности» (М., 1823—1824).

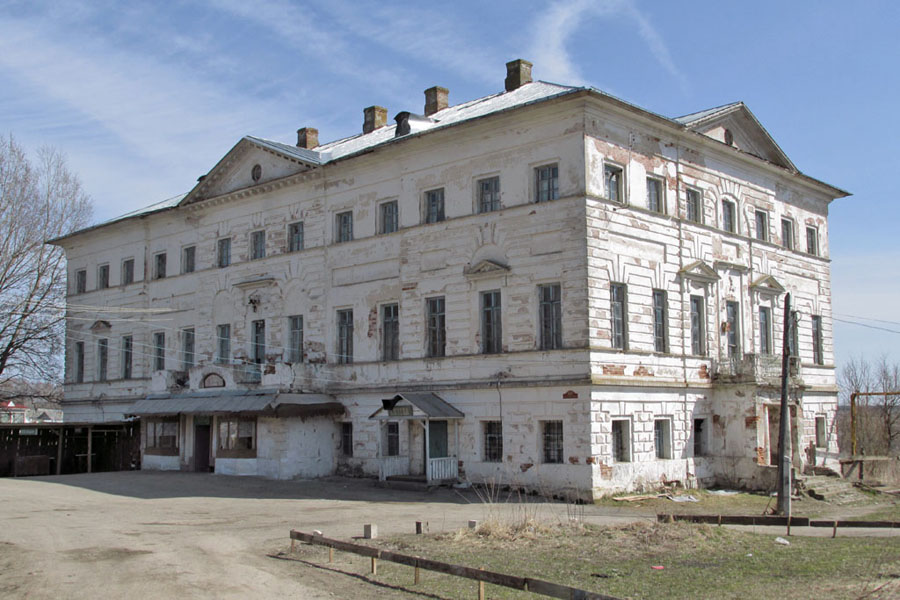
Здание усадьбы Щепочкина в 2012 году.

Усадьба Щепочкина, ныне входящая в состав усадебно-фабричного архитектурного комплекса XVIII века и музея-заповедника «Полотняный Завод», «представляет уникальный образец русской дворянской усадьбы конца XVIII в.—- начала XIX в.» Внутри трёхэтажного каменного дома сохранились редчайшие росписи плафонов и интерьеры конца XVIII века, с фигурными печами начала XIX века.